# Caiac canoe la Jocurile Olimpice de vară din 2008
Probele sportive de caiac-canoe la Jocurile Olimpice de vară din 2008 s-au desfășurat în perioada 11-23 august 2008 la Beijing, China.

## Rezultate

### Feminin
| Probă sportivă | Aur                                                                          | Argint                                                           | Bronz                                                             |
| K1 500 metri   | Inna Osypenko (UKR)                                                          | Josefa Idem (ITA)                                                | Katrin Wagner-Augustin (GER)                                      |
| K2 500 metri   | Katalin Kovács · și Natasa Janics (HUN)                                      | Beata Mikołajczyk · și Aneta Konieczna (POL)                     | Marie Delattre · și Anne-Laure Viard (FRA)                        |
| K4 500 metri   | Germania Fanny Fischer Nicole Reinhardt Katrin Wagner-Augustin Conny Waßmuth | Ungaria Katalin Kovács Gabriella Szabó Danuta Kozák Nataša Janić | Australia Lisa Oldenhof Hannah Davis Chantal Meek Lyndsie Fogarty |
| K1 slalom      | Elena Kaliská (SVK)                                                          | Jacqueline Lawrence (AUS)                                        | Violetta Oblinger-Peters (AUT)                                    |

### Masculin
| Probă sportivă | Aur                                                                           | Argint                                                              | Bronz                                                                         |
| C1 500 metri   | Maxim Opalev (RUS)                                                            | David Cal (ESP)                                                     | Iurii Cheban (UKR)                                                            |
| C1 1000 metri  | Attila Vajda (HUN)                                                            | David Cal (ESP)                                                     | Thomas Hall (CAN)                                                             |
| C2 500 metri   | Meng Guanliang · și Yang Wenjun (CHN)                                         | Sergey Ulegin · și Alexander Kostoglod (RUS)                        | Christian Gille · și Thomasz Wylenzek (GER)                                   |
| C2 1000 metri  | Andrei Bahdanovich · și Aliaksandr Bahdanovich (BLR)                          | Christian Gille · și Tomasz Wylenzek (GER)                          | György Kozmann · și Tamás Kiss (HUN)                                          |
| K1 500 metri   | Ken Wallace (AUS)                                                             | Adam van Koeverden (CAN)                                            | Tim Brabants (GBR)                                                            |
| K1 1000 metri  | Tim Brabants (GBR)                                                            | Eirik Verås Larsen (NOR)                                            | Ken Wallace (AUS)                                                             |
| K2 500 metri   | Saúl Craviotto · și Carlos Pérez (ESP)                                        | Ronald Rauhe · și Tim Wieskötter (GER)                              | Raman Piatrushenka · și Vadzim Makhneu (BLR)                                  |
| K2 1000 metri  | Andreas Ihle · și Martin Hollstein (GER)                                      | Kim Wraae Knudsen · și René Holten Poulsen (DEN)                    | Andrea Facchin · și Antonio Scaduto (ITA)                                     |
| K4 1000 metri  | Belarus Raman Piatrushenka Aliaksei Abalmasau Artur Litvinchuk Vadzim Makhneu | Slovacia Richard Riszdorfer Michal Riszdorfer Erik Vlček Juraj Tarr | Germania Lutz Altepost Norman Bröckl Torsten Eckbrett Bjorn Hogel Goldschmidt |
| C1 slalom      | Michal Martikán (SVK)                                                         | David Florence (GBR)                                                | Robin Bell (AUS)                                                              |
| C2 slalom      | Pavol Hochschorner · și Peter Hochschorner (SVK)                              | Ondřej Štěpánek · și Jaroslav Volf (CZE)                            | Mihail Kuznețov · și Dmitry Larionov (RUS)                                    |
| K1 slalom      | Alexander Grimm (GER)                                                         | Fabien Lefèvre (FRA)                                                | Benjamin Boukpeti (TOG)                                                       |

### Clasament medalii
| Loc   | Țară           | Aur | Argint | Bronz | Total |
| ----- | -------------- | --- | ------ | ----- | ----- |
| 1     | Germania       | 3   | 2      | 3     | 8     |
| 2     | Slovacia       | 3   | 1      | 0     | 4     |
| 3     | Ungaria        | 2   | 1      | 1     | 4     |
| 4     | Belarus        | 2   | 0      | 1     | 3     |
| 5     | Spania         | 1   | 2      | 0     | 3     |
| 6     | Australia      | 1   | 1      | 3     | 5     |
| 7     | Marea Britanie | 1   | 1      | 1     | 3     |
| 7     | Rusia          | 1   | 1      | 1     | 3     |
| 9     | Ucraina        | 1   | 0      | 1     | 2     |
| 10    | China          | 1   | 0      | 0     | 1     |
| 11    | Canada         | 0   | 1      | 1     | 2     |
| 11    | Franța         | 0   | 1      | 1     | 2     |
| 11    | Italia         | 0   | 1      | 1     | 2     |
| 14    | Cehia          | 0   | 1      | 0     | 1     |
| 14    | Danemarca      | 0   | 1      | 0     | 1     |
| 14    | Norvegia       | 0   | 1      | 0     | 1     |
| 14    | Polonia        | 0   | 1      | 0     | 1     |
| 18    | Austria        | 0   | 0      | 1     | 1     |
| 18    | Togo           | 0   | 0      | 1     | 1     |
| Total | Total          | 16  | 16     | 16    | 48    |